# 路德维希·伯恩
卡尔·路德维希·伯恩（Karl Ludwig Börne ，1786年5月6日—1837年2月12日），原名勒布·巴鲁克（Loeb Baruch），是一位犹太裔德意志作家和報社編輯。他是银行家雅各布·巴鲁克 (Jakob Baruch) 的儿子。他的祖父是政府官员。 

## 教育
他曾在柏林学习医学， 在海德堡大学和吉森大学学习宪法學和政治学。1809 年，路德维希·伯恩凭借论文Ueber die Geometrische Vertheilung der Staatsgebiete获得博士学位。 

## 後續
1811年，路德维希·伯恩成為法蘭克福的一位精算师。 
1814年，路德维希·伯恩因族裔问题辞去职务。他對犹太人的遭遇感到痛心，於是他开始从事新闻工作，并擔任法兰克福自由派报纸Staatsristretto和Die Zeitschwingen的編輯。 
1818年，他皈依信義宗，並且改名為路德维希·伯恩 (Ludwig Börne)，此前他的名字叫勒布·巴鲁克 (Loeb Baruch) 。 1818年至1821年期間，他擔任Die Wage的編輯 ，後來該报纸被警察取缔，1821年後，路德维希·伯恩不再辦報，此後他在巴黎、汉堡和法兰克福等地定居。 
法國七月革命後，路德维希·伯恩搬到了巴黎，  並且負責發行La Balance。 